# Pseudarista decelusalis
Pseudarista decelusalis är en fjärilsart som beskrevs av Walker 1859. Pseudarista decelusalis ingår i släktet Pseudarista och familjen nattflyn. Inga underarter finns listade i Catalogue of Life.